# Терновская волость (Купянский уезд)
Терновская во́лость — историческая административно-территориальная единица Купянского уезда Харьковской губернии с центром в слободе Терны.
По состоянию на 1885 год состояла из 11 поселений, 10 сельских общин. Население — 7973 человека (4217 мужского пола и 3756 — женского), 1300 дворовых хозяйств.
|                        | Площадь, десятин | В том числе пахотной, дес. |
| ---------------------- | ---------------- | -------------------------- |
| Сельских общин         | 13705            | 11252                      |
| Частной собственности  | 11988            | 5440                       |
| Казенной собственности | 154              | 102                        |
| Другой собственности   | 100              | 75                         |
| В целом                | 25947            | 16869                      |

### Основные поселения волости[2]
- Терны — бывшая государственная слобода при реке Жеребец в 60 верстах от уездного города, 1784 человек, 397 дворов, православная церковь, школа, лавка, 2 ярмарки в год.
- Невское — бывшее государственное село при реке Жеребец, 697 человек, 106 дворов.
- Торское — бывшее собственническое село при реке Жеребец, 3140 человек, 506 дворов, православная церковь, школа, 2 ярмарки в год.
- Ямполовка — бывшее государственное село при реке Жеребец, 789 человек, 125 дворов.

### Храмы волости[3]
- Александро-Невская церковь в селе Невском
- Серафимо-Успенский женский монастырь в селе Невском
- Вознесенская церковь в селе Торском (построена в 1861 г.[4])
- Николаевская церковь в слободе Тернах (построена в 1797 г.[4])